# Guillem Cantarelles
Guillem Cantarelles, (Mallorca, segle xiv) bruixoler, es troba documentat entre 1353 i 1362. A la Mallorca medieval la professió de bruixoler, fabricant de brúixoles, s'utilitzà indistintament amb la de mestre de cartes de navegar, cartògraf, per la qual cosa hom ha especulat que fos la baula de transmissió dels patrons cartogràfics d'Angelí Dolcet, primer cartògraf que signa una carta a Mallorca, el 1339, als tallers del jueu Cresques Abraham i del cristià Guillem Soler, actius a la dècada dels seixanta del segle xiv.
No es conserva cap obra signada per ell, però el fragment d'una carta nàutica de mitjan segle xiv, ms. Vat. lat. 14.207 de la Biblioteca Vaticana, li podria ser atribuïda a ell o algun altre autor coetani desconegut.